# Allococalodes
Allococalodes – rodzaj pająków z rodziny skakunowatych i podrodziny Spartaeinae. Obejmuje trzy opisane gatunki. Występują endemicznie na Nowej Gwinei.

## Morfologia
Pająki o ciele długości od 4 do 8 mm, bardziej zwartym i wyższym niż u podobnego Cocalodes. Karapaks mają dłuższy niż szeroki, najszerszy między biodrami trzeciej i czwartej pary, wysoki ze stromo opadającą częścią tułowiową. Ośmioro oczu rozmieszczonych jest w trzech poprzecznych szeregach. Wszystkie oczy z wyjątkiem pary przednio-środkowej są czarno obramowane. Oczy par tylno-środkowej i tylno-bocznej umieszczone są na wydatnych wzgórkach i rozmieszczone na planie szerszego niż dłuższego i najszerszego z tyłu trapezu. Jamki karapaksu są długie, bruzdowate, środek osiągające tuż za tylnymi krawędziami oczu tylno-bocznych. Wysokość nadustka wynosi od ¼ do 2/5 średnicy oczu przednio-środkowych. Szczękoczułki samca są silnie wydłużone i ku przodowi sterczące, zaopatrzone w pośrodkowy róg ulokowany przynasadowo, wyposażone w cztery zęby na krawędzi przedniej i dwa na tylnej. Długie, rozbieżne szczęki cechują się zaokrąglonymi wierzchołkami, a podługowata warga dolna jest od nich o połowę krótsza. Forma sternum jest tarczowata. Długie, smukłe, kolczaste odnóża pozbawione są skopuli i mają stopy zwieńczone grzebykowanymi pazurkami i przypazurkowymi kępkami włosków. Podługowato-jajowata opistosoma (odwłok) ma przysadziste kądziołki przędne pary przedniej, smuklejsze pary środkowej, najdłuższe pary tylnej, rozwinięty w formie kępki delikatnych włosków stożeczek oraz szeroko-stożkowaty wzgórek analny.
Nogogłaszczki samca mają lekko łukowate uda, a na goleniach mały guzek grzbietowy i rozdwojoną apofizę retrolateralną z częścią brzuszną szeroką i zaokrągloną, a grzbietową smukłą z przezroczystym wierzchołkiem. Cymbium ma po stronie retrolateralnej płytki dołek od strony grzbietowej odgraniczony listewką, a w części odsiebnej palcowaty wyrostek. Bulbus cechuje się jajowatym tegulum z palcowatym wyrostkiem na czubku oraz krótkim, zakrzywionym embolusem wyrastającym przedwierzchołkowo. Od rodzaju Cocalodes bulbus odróżnia się brakiem rozszerzonego konduktora i krótką apofyzą medialną. Samica, poznana tylko u gatunku A. madidus, ma epigynum z dwoma małymi otworami umieszczonymi w części tylnej.

## Ekologia i występowanie
Wszystkie gatunki występują endemicznie na Nowej Gwinei. Znane są z prowincji Southern Highlands w Papui-Nowej Gwinei oraz z prowincji Papua w indonezyjskiej części wyspy. Zasiedlają lasy deszczowe.

## Taksonomia
Takson ten wprowadzony został w 1982 roku przez Freda R. Wanlessa przy okazji rewizji rodzaju Cocalodes opublikowanej na łamach Bulletin of the British Museum of Natural History. Nazwę rodzajową utworzono od nazwy wspominanego rodzaju z dodaniem łacińskiego prefiksu allo-, będącego latynizacją starogreckiego ἄλλος, oznaczającego „inny”. Gatunkiem typowym wyznaczono opisanego w tej samej publikacji A. alticeps. A sumie w oryginalnej publikacji opisano dwa gatunki, a trzeci opisany został w 2009 roku przez Wayne'a Maddisona na łamach Zootaxa.
Do rodzaju tego należą trzy opisane gatunki:
- Allococalodes alticeps Wanless, 1982
- Allococalodes cornutus Wanless, 1982
- Allococalodes madidus Maddison, 2009

Rodzaj ten pierwotnie umieszczono w podrodzinie Cocalodinae. Po rewizji systematyki skakunowatych z 2015 roku takson ten ma status plemienia w obrębie podrodziny Spartaeinae, obejmując oprócz dwóch wspominanych także rodzaje Cucudeta, Depreissia, Tabuina oraz Yamangalea.